# Таёжно-Михайловское сельское поселение
Таёжно-Миха́йловское се́льское поселе́ние — упразднённое муниципальное образование в Мариинском районе Кемеровской области. Административный центр — село Таёжно-Михайловка.
С 1 июня 2021 года упразднено в связи с преобразованием района в Мариинский муниципальный округ.

## История
Таёжно-Михайловское сельское поселение образовано 17 декабря 2004 года в соответствии с Законом Кемеровской области № 104-ОЗ. 

## Население
| 2010 | 2011 | 2012 | 2013 | 2014 | 2015 | 2016 |
| ---- | ---- | ---- | ---- | ---- | ---- | ---- |
| 513  | →513 | ↘493 | ↘477 | ↘469 | ↗470 | ↘457 |
| 2017 | 2018 | 2019 | 2020 | 2021 |      |      |
| ↘447 | ↘442 | ↗445 | ↘436 | ↘226 |      |      |

## Состав
| № | Населённый пункт     | Тип населённого пункта       | Население |
| - | -------------------- | ---------------------------- | --------- |
| 1 | Заборье              | посёлок                      | 6         |
| 2 | Таёжно-Александровка | посёлок                      | 40        |
| 3 | Таёжно-Михайловка    | село, административный центр | 335       |
| 4 | Туйла                | село                         | 132       |